# Grotte du Cul de Bœuf
La grotte du Cul de Bœuf est une cavité naturelle située dans la commune de Méailles, sur les pentes du Grand Coyer, département des Alpes-de-Haute-Provence.

## Toponymie
La première mention de la grotte est due à Etienne Garcin en 1835 qui précise que l'antre est appelé, par sa forme, le cul-de-Bœuf,

## Spéléométrie
La dénivellation de la grotte du Cul de Bœuf est de 131 m (-106 ; +25) pour un développement de 650 m.

## Géologie

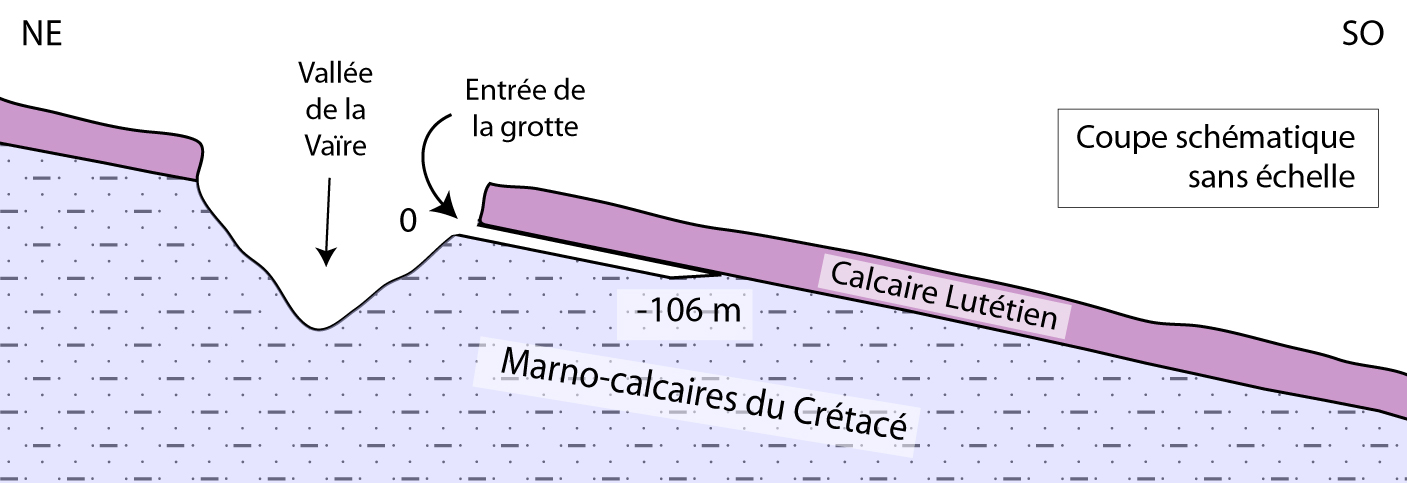
Coupe géologique simplifiée de la grotte du Cul de Bœuf (Méailles).

La cavité se développe au contact des calcaires du Nummulitique (Éocène) et des marnes crétacées.
La cavité est une grotte dite de contact entre deux couches géologiques. Le siège de la corrosion se situe dans les calcaires ou conglomérats calcaires qui recouvrent les marnes. Ces marnes ont été ensuite ravinées et érodées par soutirage pour former l’essentiel des vides pénétrables.

## Archéologie
Dès 1861, l'abbé Féraud signale que la grotte renferme des ossements dont plusieurs appartiennent à l’espèce humaine. Dans les années 1950-1960, de nombreux vestiges ont été extraits des fouilles archéologiques effectuées par l’équipe de l’Association de préhistoire et de spéléologie de Monaco. L'occupation de la grotte s'étale du Néolithique à l’âge du Fer.

## L'antre du mont Coyer
Depuis la grotte du Cul de Bœuf, on domine la vallée de la Vaïre et le village de Peyresq (Thorame-Haute) situé à moins de 2 km sur l'autre rive. Or, l’humaniste Pierre Gassendi mentionne dans la région l’antre du mont Coyer et indique qu’en 1634, Nicolas-Claude Fabri de Peiresc a envoyé « un médecin érudit nommé Malian pour observer sur le Mont Coyer l’antre d’où s’échappe un vent froid, mais d’autant moins sensible qu’on se rapproche de son origine. »
Dans une lettre à son frère, Palamède de Valavez, Nicolas-Claude Fabri de Peiresc lui a demandé de contribuer à une recherche qui l’enflammait alors, en étudiant les courants froids sortant de la grotte du Grand Coyer, toute proche de Peyresq. 
Au XIXe siècle, l’histoire est rapportée par l’abbé Féraud qui précise que l’on trouve, dans la commune de Peyresq, « une caverne d’où sort, tous les soirs au coucher du soleil, un petit vent qui augmente jusqu'à minuit, et diminue depuis minuit jusqu'au lever du soleil qu’il cesse entièrement. »
Il est possible de confondre la grotte de Peyresq ou grotte du Grand Coyer avec la grotte du Cul de Bœuf qui exhale un petit vent froid l’été, probablement dû à la convection. Généralement une cavité descendante et borgne, comme la grotte du Cul de Bœuf, fonctionne en piège à air froid. Dans ces pièges thermiques, des variations d’intensité des courants d’air froid peuvent se produire la nuit notamment lorsque la température extérieure descend en dessous de la température de la grotte. Ainsi, la grotte du Cul de Bœuf pourrait être celle du Grand Coyer dans laquelle Peiresc voyait la « source des vents ».
Les cavités notoirement connues des gens du lieu et des humanistes du XVIIe siècle tombent parfois dans l’oubli, puis sont redécouvertes au XIXe siècle ou au XXe siècle. C’est le cas de la font Gaillarde (Thorame-Haute) qui correspondrait à la source intermittente de Colmars citée par Pierre Gassendi en 1635.

## Historique
Etienne Garcin signale qu'en 1832, quelques amateurs ont visité l'intérieur de la grotte. L'entomologiste Paul-Marie de Peyerimhoff de Fontenelle visite la grotte au début du XXe siècle ; à cette période, les grottes de Saint-Benoît (grotte de la Lare) et de Méailles (grotte du Cul de Bœuf) sont des cavités très courues des visiteurs.

## Traçages
Le 15 mai 1966, le lac des Fées, situé au fond de la grotte à -106 m, est coloré avec 500 g de fluorescéine. Des fluo-capteurs installés à la cascade du Maouna (Méailles) attestent du passage du colorant. Le temps de transit n’est pas connu précisément, mais il est de plus de 4 jours.

## Explorations
La grotte du Cul de Bœuf, ou grotte de Méailles, est connue et fréquentée de longue date, mais les visites sont certainement plus anciennes encore. En effet, le profil de la cavité présente une pente régulière jusqu'à une laisse d’eau appelée « lac des Fées » à la cote -106 m qu'il est relativement facile d'atteindre.